# 欧洲审计院
欧洲审计院（英语：European Court of Auditors，简称ECA）为欧洲联盟最高审计机构，也是欧盟的七个主要下设机构之一。其主要职责是审计欧盟及其所属机构的账务以及财政收支。另外，欧洲审计院还可以对接受欧盟援助的非成员国进行审计。欧洲审计院成立于1975年，总部设在卢森堡。欧洲审计院成员由來自每個歐盟成員國的一名成員組成，需由欧洲议会协商通过并由欧盟理事会任命，任期六年。欧盟审计院设主席一职，任期为三年，由选举产生，允许连任。此外还有约800名官员。

## 历史
欧洲审计院根据1975年《第二预算条约》创立，成立后一周举行了首次会议。彼时，欧洲审计院还不是正式机构，而是一个外部机构，负责审计欧洲共同体的财务，取代欧洲煤钢共同体的审计机构、欧洲经济共同体和欧洲原子能共同体的审计委员会。
《马斯特里赫特条约》签订后，欧洲审计院才获得明确法律地位，成为欧洲共同体第五个机构，也是成立以来的首个新机构。凭此地位，它获得向法院提起诉讼的权限，并可就未采取行动向法院提起诉讼。起初，欧洲审计院的审计权力仅涉及欧洲共同体支柱，但《阿姆斯特丹条约》签订后，欧洲审计院已经有权对整个欧盟财务进行审计。

## 功能
實際上，歐洲審計院沒有管轄職能。它是一個專業的外部調查審計機構。 主要職責是從外部檢查歐盟預算是否正確執行以及歐盟資金是否合法使用、管理健全。在此過程中，歐洲審計院檢查所有處理歐盟收入或支出的人員文件並進行抽查。審計院有義務在其報告中報告任何問題，以引起歐盟成員國和機構的注意，這些報告包括一般和具體年度報告，以及其績效審計的特別報告。 歐洲審計院的決定是歐盟執委會決定的基礎。例如，當該院發現英格蘭地區的歐盟資金管理有問題時，執委會暫停向這些地區提供資金，並準備向那些未恢復到可接受標準的人罰款。
在此角色中，歐洲審計院必須保持獨立，同時與其他機構保持聯繫。例如，該院的一個重要功用是向歐洲議會提交歐洲審計院的年度報告。議會根據這份報告來決定是否批准歐盟執委會對該年度預算的處理。 議會在1984年和1999年曾拒絕批准，後者更迫使桑特執委會辭職。 歐洲審計院還向理事會和議會提供保證聲明，確保納稅人的錢得到了正確使用， 在通過任何涉及財務問題的立法之前必須諮詢審計院，但其意見不具有約束力。

## 組織
歐洲審計院由來自每個歐盟成員國的一名成員組成，每位成員均由歐盟部長理事會一致任命，任期六年，可連任。 然而，他們的任期不一致，因此不是每六年全部更換（四名原始成員的任期在開始時縮短了四年）。成員是從曾在國家審計機構任職的人員中選出，他們具有擔任該職位的資格，其獨立性不容置疑。
由於是獨立機構，成員可以自由決定自己的組織和議事規則，但這些必須得到歐盟部長理事會的批准。 自《尼斯條約》簽訂以來，歐洲審計院可以設立「庭」（Chamber，每個庭只有幾個成員）來通過特定類型的報告或意見。
歐洲審計院由大約800名審計員、翻譯員和管理人員組成，這些人員是歐洲公務員制度的一部分。審計員分成多個審計組，負責檢查並準備報告草稿，供審計院做出決議。鑑於90%的收入和支出是由成員國當局管理而不是歐盟，審查不僅針對歐盟機構，也針對接受歐盟資金的任何國家。一旦發現錯誤，本身不具有任何法律權力的歐洲審計院會通知歐盟的反詐欺機構歐盟反詐欺局（OLAF）。 審計院設有歐洲審計院秘書長，由審計院成員選舉產生。秘書長協助主席與共同進行整體管理，並負責起草會議記錄及保存決議檔案，確保在《歐盟官方公報》上發布報告。

### 院長
成員選出一名成員擔任歐洲審計院院長，任期三年，可連任。選舉採無記名投票。院長（可授權）的職責是召集和主持歐洲審計院會議，確保決策得到執行，各部門（和其他活動）得到妥善管理。院長也代表該機構，並在爭議程序中為該院任命代表。
現任主席是愛爾蘭的東尼·墨菲（Tony Murphy），於2022年10月1日就職。

### 成員
以下是2024年10月20日的成員名單：
| 成員國     | 姓名                                                          | 姓名 | 歐洲政黨 （國家政黨） | 歐洲政黨 （國家政黨）                       | 上任時間       | 庭     | 狀態                   |
| ---------- | ------------------------------------------------------------- | ---- | --------------------- | ------------------------------------------- | -------------- | ------ | ---------------------- |
| 奥地利     | 赫爾加·貝格                                                   |      |                       | 無黨籍                                      | 2020年8月1日   |        | 審計品質控制委員會主席 |
| 比利时     | 安娜米·特爾波姆                                               |      |                       | 歐洲自由民主聯盟黨 （開放佛拉蒙自由民主黨） | 2018年2月1日   | 第二庭 | 主任                   |
|            | 伊凡娜·馬萊蒂奇                                               |      |                       | 歐洲人民黨 （克羅埃西亞民主聯盟）           | 2019年7月15日  | 第四庭 | 成員                   |
| 賽普勒斯   | 萊夫特里斯·克里斯托弗洛                                       |      |                       | 歐洲人民黨 （民主大會黨）                   | 2022年11月2日  | 第五庭 | 成員                   |
| 捷克       | 揚·格雷戈爾 Jan Gregor                                        |      |                       | 無黨籍                                      | 2016年5月7日   | 第五庭 | 主任與年度報告成員     |
| 丹麦       | 貝蒂娜·雅可布森 Bettina Jakobsen                              |      |                       | 無黨籍                                      | 2015年9月1日   | 第三庭 | 主任                   |
| 爱沙尼亚   | 凱特·彭圖斯·羅西曼努斯                                        |      |                       | 歐洲自由民主聯盟黨 （愛沙尼亞改革黨）       | 2023年1月1日   | 第一庭 | 成員                   |
| 芬兰       | 佩特里·薩爾瓦瑪                                               |      |                       | 歐洲人民黨 （民族聯合黨）                   | 2024年6月1日   | 第四庭 | 成員                   |
| 法國       | 法蘭索瓦-羅傑·卡薩拉 François-Roger Cazala                    |      |                       | 無黨籍                                      | 2020年1月1日   | 第四庭 | 成員                   |
| 德国       | 克勞斯-海納·雷納                                              |      |                       | 歐洲人民黨 （德國基督教民主聯盟）           | 2014年3月1日   | 第一庭 | 成員                   |
| 希腊       | 尼古拉斯·米利奧尼斯 Nikolaos Milionis                         |      |                       | 無黨籍                                      | 2014年1月1日   | 第一庭 | 成員                   |
| 匈牙利     | 佩爾茨內·蓋爾·伊爾蒂蔻                                        |      |                       | 歐洲愛國黨 （青民盟）                       | 2017年9月1日   | 第五庭 | 成員                   |
| 愛爾蘭     | 東尼·墨菲 Tony Murphy                                         |      |                       | 無黨籍                                      | 2018年5月1日   |        | 院長                   |
| 義大利     | 卡羅·阿爾貝托·曼佛迪·塞爾瓦吉 Carlo Alberto Manfredi Selvaggi |      |                       | 無黨籍                                      | 2024年         | 第二庭 | 成員                   |
| 拉脫維亞   | 米哈伊爾·科茲洛夫 Mihails Kozlovs                             |      |                       | 無黨籍                                      | 2016年5月7日   | 第四庭 | 主任                   |
| 立陶宛     | 萊瑪·安德利奇涅                                               |      |                       | 歐洲人民黨 （祖國聯盟—立陶宛基督教民主黨）  | 2022年11月16日 | 第三庭 | 成員                   |
| 盧森堡     | 喬爾·艾文格                                                   |      |                       | 歐洲自由民主聯盟黨 （民主黨）               | 2020年1月1日   | 第一庭 | 主任                   |
| 馬爾他     | 喬治·馬呂斯·海茲勒 George Marius Hyzler                       |      |                       | 無黨籍                                      | 2022年10月1日  | 第三庭 | 成員                   |
| 荷蘭       | 史提夫·布洛克                                                 |      |                       | 歐洲自由民主聯盟黨 （自由民主人民黨）       | 2022年9月1日   | 第二庭 | 成員                   |
| 波蘭       | 馬雷克·奧皮歐瓦                                               |      |                       | 歐洲保守改革黨 （法律與公正）               | 2021年2月1日   | 第三庭 | 成員                   |
| 葡萄牙     | 若昂·萊昂                                                     |      |                       | 歐洲社會黨 （社會民主黨）                   | 2024年3月1日   | 第一庭 | 成員                   |
| 羅馬尼亞   | 維奧雷爾·斯特凡                                               |      |                       | 歐洲社會黨 （社會民主黨）                   | 2019年7月1日   | 第三庭 | 成員                   |
| 斯洛伐克   | 卡塔琳娜·卡扎索娃 Katarína Kaszasová                          |      |                       | 無黨籍                                      | 2023年10月16日 | 第五庭 | 成員                   |
| 斯洛維尼亞 | 約格·克里斯蒂安·彼得羅維奇 Jorg Kristijan Petrovič            |      |                       | 無黨籍                                      | 2022年5月7日   | 第五庭 | 成員                   |
| 西班牙     | 亞歷山卓·布蘭科·費南德斯 Alejandro Blanco Fernández           |      |                       | 無黨籍                                      | 2024年         | 第二庭 | 成員                   |
| 瑞典       | 漢斯·林德布拉德 Hans Lindblad                                 |      |                       | 無黨籍                                      | 2024年         | 第四庭 | 成員                   |

### 秘書長
秘書長是歐洲審計院最高層級的職員，負責職員與行政管理，任期六年，可連任。此外，秘書長也負責預算、翻譯、培訓和資訊科技。

### 職員
職員主要是透過歐盟人事遴選局（EPSO）組織的一般遴選後備名單招募。然而在某些情況下，歐洲審計院也可能聘用臨時或約聘人員。要進入歐洲審計院，必須是歐盟成員國的公民。

#### 實習
與其他歐盟機構一樣，歐洲審計院每年召開三次培訓課程。實習時間最長為三、四或五個月，可以是有薪（1500歐元/月）或無薪。

## 工作
歐洲審計院根據審計類型以各種報告形式公佈其審計工作結果—年度報告、特定年度報告和特別報告。另也發布意見和評論。2017年，歐洲審計院總共發布了93份報告。
所有報告、意見和評論均以歐盟官方語言發佈在歐洲審計院網站上。

## 批評

### 保證聲明
自1994年起，歐洲審計院被要求提供「保證聲明」，實質上是一份可以說明整個年度預算的證明。然而，即使是相對較小的遺漏，歐洲審計院也會拒絕對整個預算提供保證聲明，
這導致媒體指稱歐盟帳目「充滿詐欺」。執委會表示其門檻太高，實際上只有0.09%的預算有詐欺行為。 執委會也表示，區分詐欺和其他違規行為非常重要。
有人認為，自1994年以來，年度帳目就沒有經過外部審計師的認證。在其2009年歐盟預算執行情況的年度報告中，審計院發現，歐盟預算的兩個最大領域—農業和地區支出尚未得到批准，並且「受到錯誤的重大影響」。 儘管如此，歐盟執委會聲稱自2007年以來的所有預算均已簽署。
曾在議會預算控制委員會擔任主席的歐洲議會議員泰瑞·溫恩也支持執委會的說法，表示執委會不可能達到這些標準。在一份題為《歐盟預算—公眾認知與事實—成本是多少、錢去哪了以及為什麼受到這麼多批評？ 》的報告中，溫恩指出了歐盟與美國做法不同。在美國，重點是財務訊息，而不是基礎交易的合法性和正規性，「因此，除了歐洲之外，美國對未能獲得乾淨審計意見的政治反應只是「打個大哈欠」。
相較之下，英國主計審計長表示，英國有500個獨立帳戶，「去年，我核定500個帳戶中的13個。如果我必須操作歐盟制度，那麼，因為我對13個帳戶進行資格審查，我可能必須對整個英國中央政府支出進行資格審查」。儘管存在這些問題，巴羅佐執委會表示，他目標是在2009年任期結束前將預算控制在審計院的標準內。
歐洲審計院在2010年年度報告中明確表示，「凝聚政策中支出的合法性和規範性責任始於成員國，但執委會對預算的正確執行具有最終責任」。在先前的報告中，歐洲審計院指出，「無論採用何種實施方法，執委會對歐洲共同體帳戶交易的合法性和規範性承擔最終責任（條約第274條）」。

### 規模
歐洲審計院的規模也受到批評。由於採用每個成員國一名成員的制度，截至2013年，其成員從9名增加到28名（2020年1月31日英國脫歐後降為27名）。因此，機構內達成共識變得更加困難。這導致2003年至2005年期間每年的特別報告數量從15份減少到6份，儘管同期工作人員增加了200人。然而，儘管歐洲審計院前成員和歐洲議會議員呼籲改革，但《歐盟憲法》和《里斯本條約》均未對其組成提出任何修正。